# Wahlkreis Beaconsfield

Der Wahlkreis Beaconsfield mit den Grenzen von 2007

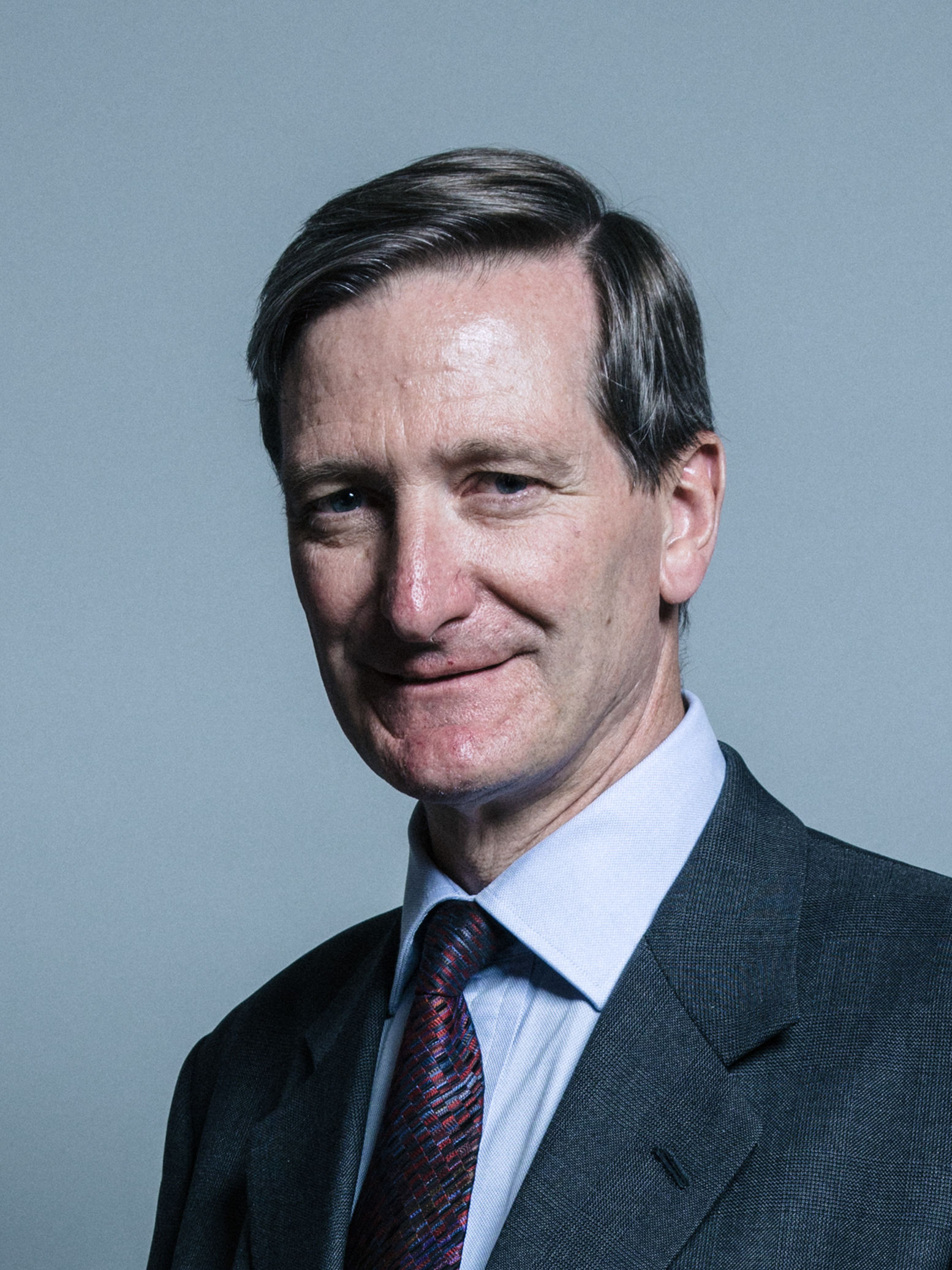
Dominic Grieve vertritt den Wahlkreis seit 1997

Beaconsfield ist ein Wahlkreis für das britische Unterhaus im Süden der Grafschaft Buckinghamshire. Zu dem Gebiet innerhalb des Wahlkreises zählen unter anderem die Ortschaften Beaconsfield und Marlow. Er entsendet einen Abgeordneten ins Parlament.

## Geschichte
Der konservativ und wohlhabend geprägte Wahlkreis wurde für die Wahl 1974 zum größten Teil aus dem Wahlkreis South Buckinghamshire gebildet und für die Wahlen in den Jahren 1983, 1997 und 2010 in seinen Grenzen jeweils leicht verändert.
Beaconsfield wird seit seiner Gründung von Angehörigen der Conservative Party vertreten. Zuerst von Ronald Bell bis zu dessen Tod 1982, danach von Tim Smith. In der Nachwahl, welche nach dem Tod Bells notwendig geworden war und von Smith am 27. Mai 1982 gewonnen wurde, bewarb sich auf Seiten der Labour Party der spätere Premierminister Tony Blair erfolglos für den Sitz. Er erreichte lediglich 10,4 % der Wählerstimmen und damit hinter Smith und Paul Tyler, Baron Tyler dem Kandidaten der Liberal Party den dritten Platz unter insgesamt sechs Kandidaten.
Seit 1997 wird der Wahlkreis von Dominic Grieve im House of Commons repräsentiert. Dieser sitzt seit Anfang September 2019 als Parteiloser im Parlament, nachdem er im Zuge des EU-Austrittsprozesses des Vereinigten Königreichs gegen die Parteilinie der Konservativen stimmte und ihm die Fraktionsmitgliedschaft entzogen wurde.
Der Wahlkreis wies im April 2013 eine Arbeitslosigkeit von lediglich 1,5 % auf, die damit deutlich niedriger liegt als im nationalen Durchschnitt von 3,8 %.

### Unterhauswahl 2019
Grieve verkündete, bei der Unterhauswahl 2019 als unabhängiger Kandidat anzutreten und soll dabei aufgrund seiner EU-freundlichen Haltung von den Liberal Democrats unterstützt werden. Rob Castell der Kandidat der Liberaldemokraten zog seine eigene Bewerbung zu Gunsten von Grieve zurück.
Im Verlauf des Wahlkampfes zur Unterhauswahl 2019 wurde die Möglichkeit diskutiert, dass Boris Johnson von seinem Wahlkreis Uxbridge and South Ruislip nach Beaconsfield wechseln könnte, um Grieves Wiederwahl verhindern und gleichzeitig in einem konservativer geprägten Wahlkreis antreten zu können. Die Conservative Party stellte jedoch Joy Morrissey als Kandidatin auf.
Der Wahlkampf fand medial überdurchschnittlich viel Beachtung. So sprachen sich etwa prominente konservative Politiker wie der ehemalige Premierminister John Major und Michael Heseltine, aber auch der Schauspieler und bekannte Brexit-Kritiker Hugh Grant für die Wahl von Dominic Grieve aus. Er verlor die Wahl aber deutlich an Joy Morrissey.